# Lichess
Lichess [/'liː-tʃɛs/] ⓘ ist ein werbefreier, kostenloser Schachserver, der mit Freier Software läuft und es Nutzern erlaubt, Schach zu lernen und zu spielen.

## Geschichte

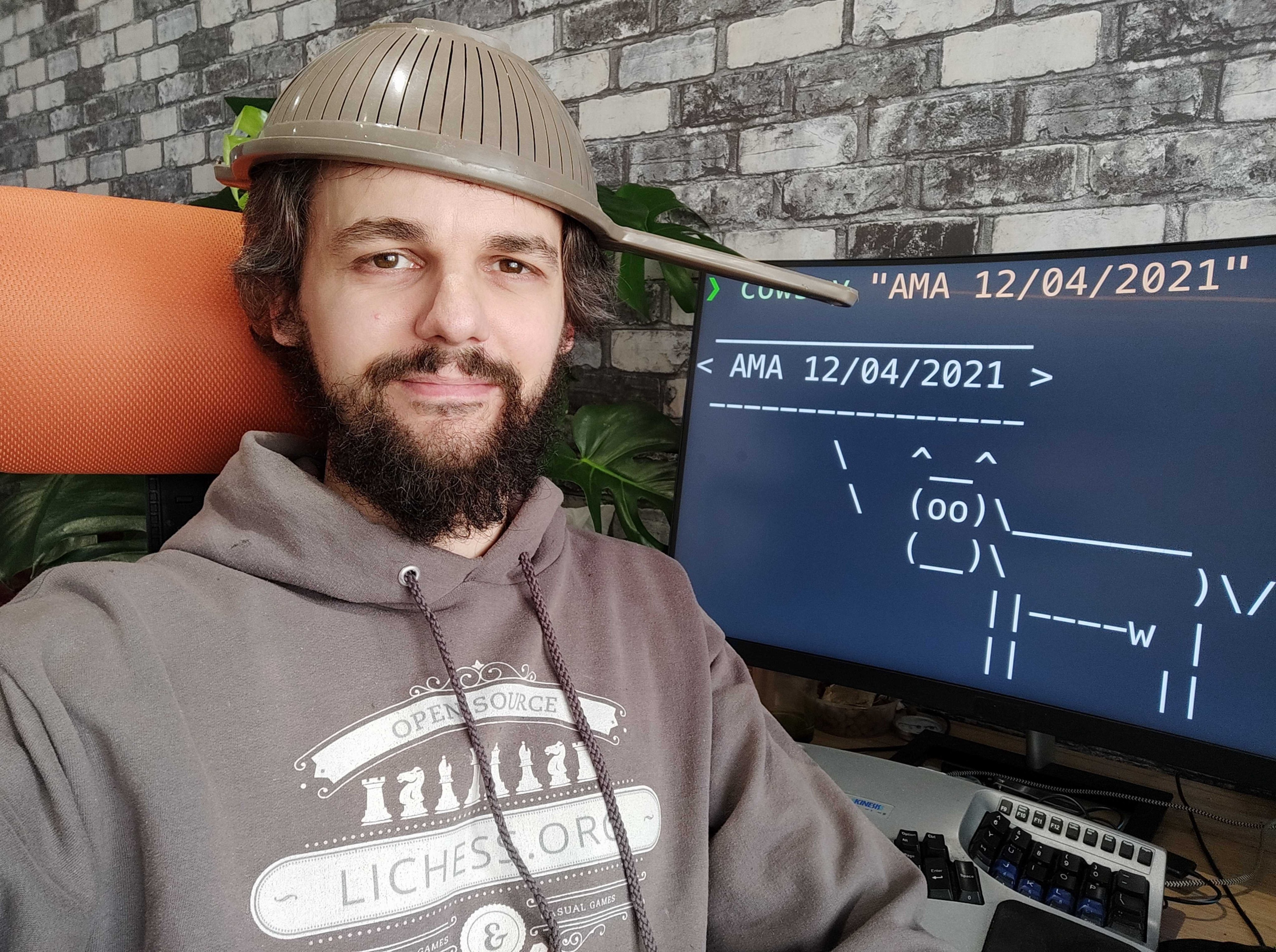
Thibault Duplessis (2021)

Die erste Version von Lichess wurde 2010 vom französischen Programmierer Thibault Duplessis programmiert. Nach eigenen Angaben erstellte Duplessis, der damals als Web-Entwickler arbeitete, eine Schach-Anwendung, um verschiedene Web-Technologien wie das damals aktuelle Ajax zu lernen. Nachdem er fertig war, stellte er das Projekt online und wandte sich anderen Projekten zu. Einige Zeit später merkte er, dass tatsächlich ein Spieler seine Schach-Anwendung benutzte. Als er mit dem Nutzer chattete, beschwerte dieser sich über die vielen Bugs und wünschte sich mehr Features, und so behob Duplessis die Fehler, fügte die Features hinzu, und am 20. Juni 2010 wurde offiziell lichess.org ins Leben gerufen.
Die Software, auf der Lichess läuft, und das Design sind Open Source unter der AGPL-Lizenz.
Am 6. Dezember 2020 hatte lichess.org bei Alexa einen globalen Rang von 1.828, wobei die meisten Besucher aus den USA, Indien und Kanada kamen. Lichess belegt nach Chess.com den zweiten Platz als einer der beliebtesten Schachserver der Welt. Lichess ist in über 80 Sprachen, davon 25 Vollübersetzungen, verfügbar.
Am 11. Februar 2015 wurde eine offizielle Lichess-App für Android-Geräte veröffentlicht. Eine App für mobile Geräte mit iOS wurde am 4. März 2015 veröffentlicht.
Am 14. Dezember 2017 gewann Schachweltmeister Magnus Carlsen das erste Lichess-Turnier für Titelträger (Lichess Titled Arena). Das Preisgeld gab er an lichess.org für die nächste Titled Arena zurück.
Am 21. März 2020 fand die erste Titled Blitz Arena statt. 844 Schachmeister und -experten nahmen daran teil. Am Ende gewann Alireza Firouzja, Carlsen wurde Zweiter.
Im Februar 2021 gewann Magnus Carlsen das monatlich stattfindende Turnier zum 15. Mal, gefolgt von Alireza Firouzja mit 13 gewonnenen Turnieren. An den Turnieren haben unter anderem Fabiano Caruana, Maxime Vachier-Lagrave, Alexander Grischtschuk und Anish Giri teilgenommen.
Im Herbst 2022 veranstaltete Lichess zwei Qualifikationsturniere für die Weltmeisterschaft im Fischer-Random-Schach. Einer der Gewinner war Hikaru Nakamura, welcher letztendlich den Weltmeistertitel erringen konnte.

## Eigenschaften

### Spielmodi
Auf Lichess können anonyme und registrierte Nutzer live Schachpartien gegen andere Spieler spielen. Die Spieler können dabei sehend oder blind, mit frei wählbaren Bedenkzeiten, von wenigen Sekunden (Bullet und Ultrabullet) über mehrere Minuten (Blitz, Rapid, Klassisch), bis hin zu Tagen (Fernschach) oder unendlicher Bedenkzeit spielen. 
Abgesehen vom konventionellen Schach unterstützt Lichess acht weitere Schachvarianten:
- Antichess (Räuberschach)
- Atomschach
- Chess960
- Crazyhouse
- Horde
- King of the Hill
- Racing Kings
- Three-check

Für registrierte Spieler setzt Lichess in gewerteten Partien das Glicko-2-Bewertungssystem ein. Spieler können auch ungewertete Partien spielen. Darüber hinaus sind Technologien zur Unterstützung für sehbehinderte Menschen auf Lichess vorhanden.
Lichess führt Live-Turniere sowohl im Standardschach als auch im Variantenschach in verschiedenen Zeitkontrollen durch. Es gibt dabei neben dem von klassischen Schachturnieren gewohnten Schweizer System das Lichess-spezifische Arena-Format. Dieses ermöglicht dem Teilnehmer während des laufenden Turniers auszutreten und später wieder einzutreten, ohne seine erzielten Turnierpunkte zu verlieren. Da regelmäßig auch Marathon-Turniere über eine Zeitspanne von 24 Stunden gehen, hat dieses Format eine wichtige Bedeutung. Nutzer können auch eigene Turniere erstellen, die individuelle Einstellungen erlauben, etwa, ob „berserken“ im Turnier gestattet ist. In diesem Modus verliert der Spieler die Hälfte seiner Zeit auf der Uhr, ein Sieg wird aber mit einem zusätzlichen Turnierpunkt honoriert.

### Training
Den Spielern stehen auf Lichess umfängliche Eröffnungs- und Endspieldatenbanken zur Verfügung. Für Antichess ist die Antichess-Lösungsdatenbank von Mark Watkins zugänglich. Die Eröffnungsdatenbank wird ständig mit den auf Lichess gespielten Partien aktualisiert und verfügt somit mittlerweile über mehrere Milliarden Schachpartien. Auch zwei Millionen Turnierpartien starker Spieler mit FIDE-Titel können betrachtet werden. Seit Oktober 2021 kann ein Spieler auch auf eine Eröffnungsdatenbank ausschließlich seiner eigenen Partien, oder der anderer Spieler, wie etwa des Weltmeisters, zugreifen. Alle diese Partien oder nur die eigenen, oder die von favorisierten Spielern auf Lichess, können heruntergeladen werden.
Es gibt umfangreiche Trainingsfunktionen, wie das Erlernen der Schachregeln und Brettkoordinaten, eine Video-Bibliothek, sowie eine riesige computergeprüfte Sammlung von Schachtaktiken, mit denen es möglich ist, auf verschiedene Arten zu trainieren. Dazu gehören unter anderem Wettkämpfe gegen andere Spieler, bei denen es darum geht die meisten Taktiken in einer bestimmten Zeitspanne zu lösen (genannt Puzzle Racer).
Spieler können ferner sogenannte Studien zu Schach-Themengebieten erstellen, die es erlauben, Züge mit erläuternder Kommentierung auf einem Schachbrett auszuführen. Diese Studien können auch das Format einer Schachtaktik haben, die man zu lösen versuchen muss, oder welche man beispielsweise als Eröffnungstrainer verwenden kann. Wenn der Studienersteller es erlaubt, können andere Spieler diese Studien ansehen, kommentieren, bewerten und auch mitentwickeln, woraus sich mittlerweile eine umfangreiche Sammlung von frei einsehbaren Studien zu allen Themenbereichen des Schachs entwickelt hat.
Lichess ermöglicht es Schachspielern mit NM- oder FIDE-Titel, für andere Spieler Coaching-Dienste anzubieten. In Deutschland bieten über 35 Schachmeister Coaching-Dienstleistungen an.

### Zuschauen und Interaktion
Die Nutzer von Lichess können die Spiele anderer Spieler verfolgen. Dies schließt Broadcasts von Schachturnieren aus aller Welt ein, inklusive regelmäßig stattfindender Events wie etwa Bundesligen oder Partien von Großmeistern. Zusätzlich können die Nutzer mit anderen Nutzern chatten. Einige Spieler bieten auch Live-Video-Übertragungen ihrer eigenen Spiele an, basierend auf dem Streaming-Dienst Twitch, der in Lichess eingebettet ist.
Jeder Spieler hat Einsicht in seine persönliche Spielerstatistik, die ihm etwa anzeigt, welche Figuren er besonders gut führt, oder wie er in den verschiedenen Eröffnungen punktet. Er kann seine beendeten Partien auf einem Analysebrett alleine oder computerunterstützt analysieren oder vollautomatisch kommentieren lassen. Dieses wird für mehrere Schachvarianten unterstützt, und die Funktionalität ist im Browser mittels WebAssembly integriert. Benutzer können ungewertete Partien in verschiedenen Schwierigkeitsgraden gegen die Stockfish-Schach-Engine spielen und ihre Spiele durch die Engine analysieren lassen.
Man kann in öffentlichen oder privaten Foren diskutieren sowie von anderen Spielern oder Schachvereinen gegründeten Communitys beitreten.
Seit September 2021 können Nutzer auch Blogs mithilfe von Markdown erstellen.

### Finanzierung
Der Betrieb der Website wird durch Spenden finanziert. Die jährlichen Betriebskosten liegen bei über 500.000 US-Dollar. Benutzer, die spenden, werden zum sogenannten „Patron“. Der Punkt neben dem Benutzernamen, welcher anzeigt, ob ein Benutzer online ist, wird durch das Symbol eines Flügels ersetzt. Neben dieser symbolischen Geste vergibt Lichess, entsprechend seiner Open-Source-Philosophie, keine weiteren Sonderrechte.